# Holly Hill (Floride)
Pour les articles homonymes, voir Holly Hill.
Holly Hill est une ville de l’État de Floride aux États-Unis, située dans le comté de Volusia.

## Démographie
| 1910 | 1920 | 1930  | 1940  | 1950  | 1960  |
| ---- | ---- | ----- | ----- | ----- | ----- |
| 207  | 332  | 1 146 | 1 665 | 3 232 | 4 182 |

| 1970  | 1980  | 1990   | 2000   | 2010   | - |
| ----- | ----- | ------ | ------ | ------ | - |
| 8 191 | 9 953 | 11 141 | 12 119 | 11 659 | - |